# Robocar Poli
Robocar Poli (Hangŭl : 로보카 폴리; RR : Ro-bo-ka Polli) è una serie televisiva animata per bambini sudcoreana creata da RoiVisual. La serie ha pubblicato il suo primo episodio sul sistema educativo di radiodiffusione (EBS) nel 2011 ed è andata in onda per quattro stagioni.
Per quanto riguarda la produzione, questa serie è stata selezionata per la sezione "animazione a piena lunghezza" al Global Animation Project 2009, ospitata dalla Corea Creative Content Agency (KOCCA), sotto il titolo di Piyo Piyo Friends.
Nell'ultima metà del 2011, i film sono stati esportati dalla Corea del Sud in Francia. A livello internazionale, il programma è andato in onda sui canali francesi e taiwanesi, poi con il successivo arrivo in Giappone, sulla TV Tokyo.
Il 12 marzo 2013, la Corea Post ha emesso francobolli di commemorazione per la serie. Come terza rata dei "francobolli di serie di personaggi coreografici", Robocar Poli è stato introdotto, dopo l'introduzione di Pororo, Little Penguin e Pucca. Due milioni di copie dei francobolli sono stati stampati in vendita (10 copie per set).

## Trama
Nelle città di Brooms (una piccola città con una squadra di soccorso) ci sono sempre automobili in difficoltà o bambini che hanno bisogno di aiuto.

## Personaggi principali
- Poli: un'auto della polizia sempre di pattuglia. Il protagonista della serie. Doppiato in italiano da Sacha Pilara.
- Roy: un camion dei vigili del fuoco, molto forzuto. Doppiato in italiano da Gianluca Crisafi.
- Amber: un'ambulanza rosa e bianca, dolce e intelligente. Doppiata da Gilberta Crispino.
- Helly: un elicottero verde che ama volare. Doppiata da Alessandra Cerruti.
- Jin: l'operatrice della centrale, vestita di arancione e molto intelligente. Doppiata in italiano da Cecilia Zincone.

## Personaggi secondari
- Beny: un pick up blu molto piccolo.
- Bruner: un bulldozer robot a cui piace giocare a palla. Doppiato da Emiliano Reggente.
- Bruny: un bulldozer più piccolo di Bruner.
- Camp: un camper che fa il giornalista.
- Bucky: un carro attrezzi giallo del soccorso alpino.
- Cap: un taxi newyorkese. Doppiato da Mariangela D’Amora.
- Cleany: una spazzatrice che ama il riciclo. Doppiata da Barbara Villa.
- Cranes: litigano spesso.
- Dump: un camion ribaltabile molto amico di Titan.
- Lifty: un muletto arancione un po' tonto. Doppiato da Alberto Franco.
- Marine: la nave del porto di Brooms Town.
- Mark: un veicolo del soccorso alpino.
- Max: un rullo compressore che viene deriso per il suo peso.
- Mickey: una betoniera sempre arrabbiata.
- Mini: una macchina gialla.
- Musty: il nonno di Mini.
- Poke: un escavatore muto. Doppiato da Stefano Starna.
- Posty: un risciò della posta. Doppiata da Elisa Angeli.
- Rody: un piccolo pick up verde.
- Schoolbi: lo scuolabus che porta i bambini a scuola. Doppiata da Mariagrazia Cerullo.
- Spooky: un carro attrezzi che ama fare scherzi. Doppiato da Federico Talocci.
- Terry un camion bianco.
- Torino: un treno rosso molto veloce.
- Tracky: un trattore che è un contadino e ha una fattoria.

## Stagione 1
| nº | Titolo italiano                |
| -- | ------------------------------ |
| 1  | Un camion fuori controllo      |
| 2  | La sorpresa di Schoolbi        |
| 3  | Pasticcio di cemento           |
| 4  | Un amico per Cleany            |
| 5  | Un incendio da spegnere        |
| 6  | La prova di coraggio           |
| 7  | Non si corre                   |
| 8  | La gomma centenaria            |
| 9  | Il ladro di gomme              |
| 10 | Il compleanno di Helly         |
| 11 | Cleany fuori controllo         |
| 12 | Micky si arrabbia              |
| 13 | Ti voglio bene, nonno          |
| 14 | Sbagliando si impara           |
| 15 | Il talent show di Brumtown     |
| 16 | La promessa di Schoolby        |
| 17 | Aiutami, Cleany!               |
| 18 | Quel mostro di Spooky          |
| 19 | L'albero dell'amicizia         |
| 20 | Quello smemorato di Max        |
| 21 | Nascondino                     |
| 22 | La giovane squadra di soccorso |
| 23 | Non si spreca                  |
| 24 | L'importanza dell'arbitro      |
| 25 | Come nuovo                     |
| 26 | Il nuovo amico Whooper         |

## Stagione 2
| nº | Titolo italiano                     |
| -- | ----------------------------------- |
| 1  | Le bugie hanno le ruote corte       |
| 2  | La generosità ripaga                |
| 3  | Il regalo di Mini                   |
| 4  | Leky, Lefy e Lety                   |
| 5  | Il gioco degli indovinelli          |
| 6  | Un favore da restituire             |
| 7  | Spooky e le api                     |
| 8  | Il torneo di atletica               |
| 9  | Annie va in gita                    |
| 10 | La caccia la tesoro                 |
| 11 | Un amico con le pinne               |
| 12 | La nipotina lontana                 |
| 13 | Spooky l'acrobata                   |
| 14 | Pericolo nella foresta              |
| 15 | Pulizie di squadra                  |
| 16 | La nuova palla di Bruner            |
| 17 | La palla di neve                    |
| 18 | Passeggiata nel bosco               |
| 19 | Un fiorellino da proteggere         |
| 20 | La giornata della vernice           |
| 21 | Il signor Baffo è un eroe           |
| 22 | Micky si offende                    |
| 23 | Cap all'autolavaggio                |
| 24 | Le lettere misteriose               |
| 25 | Il coro di Brumtown (Prima parte)   |
| 26 | Il coro di Brumtown (Seconda parte) |